# ممینگربرگ
ممینگربرگ (به آلمانی: Memmingerberg) یک شهر در آلمان است که در اونترالگوی واقع شده‌است. ممینگربرگ ۲٬۵۳۵ نفر جمعیت دارد.